# Lummen
Lummen este o comună din regiunea Flandra din Belgia. Comuna este formată din localitățile Lummen, Linkhout și Meldert. Suprafața totală a comunei este de 53,38 km². La 1 ianuarie 2008 comuna avea o populație totală de 14.007 locuitori. 
Lummen se învecinează cu comunele Diest, Beringen, Halen, Heusden-Zolder, Herk-de-Stad și Hasselt.